# Elduain
Elduain és un municipi de Guipúscoa (País Basc), situat a la vall de Leizaran.

## Personatges cèlebres
- Manuel Santa Cruz, el Cura Santa Cruz (1842-1926): sacerdot i guerriller durant la Tercera Guerra Carlina.
- Antonio Amundarain (1885-1954): sacerdot. Fundador de l'institut secular femení Alianza en Jesús por María. Beat de l'Església Catòlica.
- Tomás Echeverría, Tomás de Elduayen (1882-1953): sacerdot franciscà i músic.
- Miguel Soroa, Soroa II (1926): pilotari. Campió del manomanista en 1954.
- Imanol Zeberio, Zeberio I (1968): pilotari de la modalitat de remonte.
- Patxi Zeberio, Zeberio II (1974): pilotari de la modalitat de remonte.
- Jaime Otamendi: periodista.